# Тесфайе Тола
Тесфайе Тола — эфиопский бегун на длинные дистанции, который специализировался в марафоне. Бронзовый призёр олимпийских игр 2000 года с результатом 2:11.10. Серебряный призёр чемпионата мира по кроссу 1999 года в командном первенстве. Серебряный призёр чемпионата мира по полумарафону 1999 года в командном зачёте. Победитель Монтферландского пробега 1998 года.
На Амстердамском марафоне 1999 года занял 4-е место с личным рекордом 2:06.57. Бронзовый призёр Амстердамского марафона с результатом 2:09.17. Занял 5-е место на Токийском марафоне 2001 года, показав время 2:12.05.
Личный рекорд в полумарафоне — 59.51.